# Proechimys urichi
Proechimys urichi är en däggdjursart som först beskrevs av J.A.Allen 1899.  Proechimys urichi ingår i släktet Proechimys och familjen lansråttor. IUCN kategoriserar arten globalt som livskraftig. Inga underarter finns listade i Catalogue of Life.
Denna gnagare förekommer i norra Venezuela. Enligt nyare studier är populationen en underart eller ett synonym till Proechimys trinitatis eller till Proechimys guyannensis. Proechimys urichi listas därför inte längre av IUCN.